# Стенли Кјуниц
Стенли Џаспон Кјуниц (29. јули 1905 — 14. мај 2006) био је амерички песник. Два пута је именован за Саветника песника лауреата у Песништву Конгресне библиотеке, прво 1974, а затим поново 2000.

## Биографија
Кјуниц је рођен у Вустеру, у Масачусетсу, као најмлађи од троје деце, Јете Хелен (дјевојачко презиме Џаспон) и Соломона З. Кјуница, обоје јеврејског, руског и литванског порекла.
Његов отац, кројач руског јеврејског наслеђа, извршио је самоубиство у јавном парку шест недеља пре него што се Стенли родио. Након банкрота, отишао је у Елм Парк у Вустеру, и попио карболну киселину. Његова мајка је уклонила сваки траг Кјуницовог оца из домаћинства. Смрт оца имала је снажан утицај на његов живот.
Кјуница и његове две старије сестре, Сару и Софију, одгајила је њихова мајка, која се 1890. сама изборила у Јашвену, Ковно, Литванија и отворила продавницу текстила. 1912. се поново удала за Марка Дајна. Јета и Марк су 1912. године поднели захтев за банкрот, али Окружни суд САД их је оптужио за прикривање имовине. Они су се изјаснили кривим и повериоцима предали 10.500 америчких долара. Марк Дајн је умро када је Кјуниц имао четрнаест година, када је, док је качио завесе, доживео срчани удар.
Са петнаест година Кјуниц се иселио из куће и постао месарски помоћник. Касније се запослио као извештач почетник у вустерском часопису Telegram & Gazette, где је наставио да ради током летњих распуста на факултету.
Кјуниц је дипломирао summa cum laude (са најбољим оценама) 1926. године на Универзитету Харвард на енглеском и филозофском програму а затим је следеће године магистрирао енглески језик на Харварду. Желео је да настави студије на докторату, али му је са универзитета саопштено да англосаксонски студенти не би волели да их подучава Јевреј.
После Харварда радио је као извештач за вустерски Telegram & Gazette и као уредник за компанију Х.В. Вилсон у Њујорку. Затим је основао и уредио Билтен библиотеке Вилсон и покренуо Ауторске биографске студије. Кјуниц се оженио са Хелен Пирс 1930; развели су се 1937. 1935. преселио се у Њухоуп у Пенсилванији и спријатељио се са Тиодором Роткеом. Оженио се са Еленор Еванс 1939; добили су ћерку Гречен 1950. Кјуниц се развео од Еленор 1958. године.
У компанији Вилсон, Кјуниц је служио као ко-уредник за Ауторе двадесетог века, међу осталим референтним радовима. 1931. године, као Дили Танте, уредио је књигу Живи аутори, књига биографија. Његове песме почеле су да се појављују у  часописима: Поезија, Комонвил, Нова Република, Нација и Дајал.
Током Другог светског рата, у војску је позван 1943. године као приговарач савести, а након што је три пута прошао основну обуку, служио је као не-борац у Гравели Поинту у Вашингтону у Команди ваздушног транспорта, задужен за информације и образовање. Одбио је чин официра и отпуштен је са чином водника прве класе.
После рата започео је перипатетску наставничку каријеру на колеџу Бенингтон (1946–1949; преузео је од свог пријатеља Роткеа). Потом је предавао на следећим универзитетима: Државни универзитет у Њујорку у Потсдаму (тада the New York State Teachers College at Potsdam) као редовни професор (1949-1950; летње сесије 1954), Нова школа за друштвена истраживања (предавач; 1950-1957), Универзитет у Вашингтону (гостујући професор; 1955-1956), Квинс колеџ (гостујући професор; 1956-1957), Универзитет Брандаис (стални песник; 1958-1959) и Универзитет Колумбија (предавач у Школи за опште студије; 1963-1966) пре него што је провео 18 година као ванредни професор писања на Колумбијској школи уметности (1967-1985). Током овог периода посећивао је и  Универзитет Јејл (1970), Рутгерс Универзитет-Камден (1974), Принстон Универзитет (1978) и Васар колеџ (1981).
Након развода од Еленор, оженио се 1958. године са сликарком и песникињом Елиз Ашер. Његов брак са Ашеровом довео је до пријатељства са уметницима попут Филипа Гастона и Марка Ротка.
Кјуницова поезија веома је хваљена због своје дубине и квалитета. Био је Песнички лауреат државе Њујорк од 1987. до 1989. Наставио је да пише и објављује до своје стогодишњице, чак 2005. године. Многи сматрају да је на симболику његове поезије значајно утицало дело Карла Јунга. Кјуниц је утицао на многе песнике 20. века, укључујући Џејмса Рајта, Марка Дотија, Луиз Глик, Џоан Хатон Ландис и Каролин Кизер.
Већи део свог живота Кјуниц је време делио између Њујорка и Провинстауна у Масачусетсу. Уживао је у баштованству и одржавао је један од најимпресивнијих приморских вртова у Провинстауну. Тамо је такође основао Центар за ликовну уметност, где је био ослонац књижевне заједнице, као и Кућу песника на Менхетну.
Добитник је награде Peace Abbey Courage of Conscience у октобру 1998. у Шерборну у Масачусетсу за допринос ослобађању људског духа кроз поезију.
Умро је 2006. године у свом дому на Менхетну. Приближивши се смрти размишљао је о искуству у својој последњој књизи, збирци есеја, The Wild Braid: A Poet Reflects on a Century in the Garden (Дивља плетеница: Песник одражава век у башти).

## Поезија
Прва Кјуницова збирка песама, Интелектуалне ствари, објављена је 1930. Његова друга свеска песама, Пасош за рат, објављена је четрнаест година касније; књига је прошла углавном незапажено, иако је садржала неке од Кјуницових најпознатијих песама, и убрзо је престала да се штампа. Кјуницово самопоуздање није било у најбољем стању када је 1959. имао проблема са проналажењем издавача за своју трећу књигу Изабране песме: 1928-1958. Упркос овом неугодном искуству, књига, коју је на крају објавио Литл Браун, добила је Пулицерову награду за поезију.
Његова следећа збирка песама појавиће се тек 1971. године, али Кјуниц је био запослен током 1960-их уређивањем приручника и превођењем руских песника. Када се дванаест година касније појавило „The Testing Tree“, Кјуницов стил је радикално трансформисан из високо интелектуалних и филозофских размишљања његовог ранијег рада у дубље личне, али дисциплиноване наративе.
Током 70-их и 80-их постао је један од најцењенијих гласова у америчкој поезији. Његова збирка Passing Through: The Later Poems освојила је Националну награду за књигу за поезију 1995. Кјуниц је добио многе друге почасти, укључујући Националну медаљу за уметност, награду Болинген за животно дело у поезији, медаљу Роберта Фроста и Харвардову стогодишњу медаљу. Два мандата служио је као саветник за поезију у Конгресној библиотеци (претеча песничког лауреата), један мандат за Песничког лауреата у Сједињеним Државама и један као Државни песник Њујорка. Основао је Центар за ликовну уметност у Провинстауну, Масачусетс и Кућу поезије у Њујорку. Кјуниц је такође био судија на такмичењу млађих песника Јејла.

## Библиотека о правима
Кјуниц је био уредник Билтена Вилсонове библиотеке од 1928. до 1943. године. Као критичар цензуре, у својству уредника, критику је усмерио на библиотекаре који јој се нису активно противили. Објавио је 1938. чланак Бернарда Берелсона под насловом „Мит о библиотечкој непристрасности“. Овај чланак је довео до тога да Форест Сполдинг и јавна библиотека Des Moines направе нацрт Библиотечких права, који је касније усвојило Америчко библиотекарско удружење и који и даље служи као камен темељац о интелектуалној слободи у библиотекама.

## Награде и почасти
- 2006 L.L. Winship/PEN New England Award, The Wild Braid: A Poet Reflects on a Century in the Garden